# Heliophobius argenteocinereus
Heliophobius argenteocinereus (сріблястий землекоп) — вид ссавців родини землекопових. 

## Поширення
Вид був зареєстрований в Кенії, Танзанії, Малаві, Замбії, Мозамбіку та Демократичній Республіці Конго на висотах до 2200 м над рівнем моря. Ці райони характеризуються високою кількістю опадів, яка в середньому перевищує 900 мм. Це підземний вид відкритих або лісистих саван, також присутній в найрізноманітніших місцях проживання в тому числі на скелястих схилах і в передгірних луках. Використовує широкий спектр типів ґрунту від добре дренованого піщаного ґрунту до такого, який дуже твердий, коли сухо і липкий, коли йде дощ.

## Морфологія
Зубна формула: I 1/1, C 0/0, P 3/3, M 3/0 = 28. Не має видимого статевого диморфізму, вага дорослих тварин в середньому 160 грам. Хутро блідо-піщане, червонувате або сірувате зверху і дещо тьмяніше знизу.

## Генетика
Каріотип характеризується диплоїдним числом, 2n=60.

## Поведінка
Солітарний і агресивний. Порівняно мало відомо про його екологію та поведінку в умовах дикої природи.

## Загрози та охорона
Серйозних загроз для виду нема. Вважається сільськогосподарським шкідником в деяких частинах ареалу, а також як чудове джерело білка. Живе на кількох природоохоронних територіях.

## див. також
- гризуни-землериї
- солітарні тварини

## Виноски
1. ↑  Українська назва є транскрибуванням та/або перекладом латинської назви авторами статті і в авторитетних україномовних джерелах не знайдена.
2. 1 2  Вебсайт [Архівовано 18 лютого 2011 у Wayback Machine.] МСОП
3. ↑  Terry A. Vaughan, James M. Ryan, Nicholas J. Czaplewski Mammalogy / Jones & Bartlett Learning, 2010, p. 349
4. 1 2  Nigel C. Bennett, Chris G. Faulkes African mole-rats: ecology and eusociality / Cambridge University Press, 2000, p. 12
5. ↑  Stephen J. O'Brien, Joan C. Menninger, William G. Nash Atlas of mammalian chromosomes / John Wiley and Sons, 2006, p. 174